# مارشال فيلد
مارشال فيلد (بالإنجليزية: Marshall Field)‏ هو رائد أعمال أمريكي، ولد في 18 أغسطس 1834 في كونواي في الولايات المتحدة، وتوفي في 16 يناير 1906 في نيويورك في الولايات المتحدة بسبب ذات الرئة.

## وصلات خارجية
- مارشال فيلد على موقع الموسوعة البريطانية (الإنجليزية)
- مارشال فيلد على موقع إن إن دي بي (الإنجليزية)